# قضية ليلهامر
قضية ليلهامر (بالإنجليزية: Lillehammer affair، وبالنرويجية: Lillehammer-saken) هي جريمة اغتيال قام بها فريق اغتيالات تابع للموساد الإسرائيلي (يسمى قيساريا) في ليلهامر بالنرويج في 21 يوليو 1973، وراح ضحيتها نادل مغربي بريء يدعى أحمد بوشيقي ظنًا من قاتليه أنه علي حسن سلامة، قائد عمليات منظمة أيلول الأسود، الذي يعتقد أنه المدبر الأول لعملية ميونخ عام 1972.
في أعقاب الجريمة ألقت السلطات النرويجية القبض على معظم منفذي العملية وخضعوا للمحاكمة وحُكم عليهم بالسجن لمدد مختلفة.

## الجريمة
ضمن عملية أطلق عليها اسم عملية غضب الله، أطلق الموساد عملاءه السريين خلف علي حسن سلامة، المتهم بتدبير عملية ميونخ، ولكن فريق الاغتيال أخطأ التعرف على هدفه وظل يراقب شاب مغربيًا يدعى أحمد بوشيقي، وفي 21 يوليو 1973 أطلق فريق الاغتيال علي بوشيقي أربع عشرة رصاصة في شارع عام وأمام زوجته الحامل لدى خروجهما معًا من إحدى دور السينما.

## القبض على المنفذين
عقب عملية الاغتيال ألقت السلطات النرويجية القبض على ستة من المتهمين أثناء محاولتهم الخروج من البلاد وحُكم عليهم بالسجن لسنوات مختلفة (تراوحت بين عام وخمسة أعوام ونصف العام).
كان اثنان من عملاء الموساد المتورطين في الاغتيال (وهما دان إيرت وماريان غلادنيكوف) قد استأجرا سيارة باسميهما الحقيقيين، وبعد أن أوقفتهما الشرطة النرويجية أثناء استقلالهما سيارة متجهين إلى مطار أوسلو، وبعد استجوابهما، أرشدا عن المنزل الذي وجد به القتلة الأربعة الآخرون، وقد وُجدت بحوزتهم وثائق تدينهم ودليل بعدد من «المنازل الآمنة» التابعة للموساد في النرويج.
في عام 2023، بُث الفيلم الوثائقي لعنة ليلهامر (The Lillehammer Curse) ، في إسرائيل. ويتتبع الفيلم الأحداث التي أدت إلى اغتيال البوشيخي، حيث كُشِف عن معظم أسماء العملاء للجمهور على مر السنين، باستثناء شخصية واحدة ظلت مجهولة الهوية؛ والشخص الذي قدم المعلومة بأن علي حسن سلامة في أوروبا، وأدت إلى تفعيل تأثير كرة الثلج هي الجاسوسة أمينة المفتي والتي كانت تستقي معلوماتها من بيروت. قال المخرج نعوم تيبر: "الدكتورة أمينة داود المفتي هي المصدر الذي نقل التفاصيل إلى الموساد". والرجل الذي جندها في الموساد هو رافي ساتون.

## توابع العملية
مثّل القبض على عملاء الموساد المنفذين للجريمة ضربة قوية إلى البنية التحتية السرية للموساد في أوروبا، فاضطر الموساد إلى سحب عملائه الذين كُشفت هويتهم، وترك المنازل الآمنة التي افتضح أمرها، وجرى تغيير أرقام الهواتف وأساليب العمل، وقد تمكن مايك هراري، قائد فريق الاغتيال، من الهروب ولم تسلمه إسرائيل إلى النرويج.
لم تكن هذه العملية الوحيدة لجهاز الموساد اذ سبقتها عملية اغتيال القادة الثلاثة في بيروت فيما عرف بعملية فردان وعملية الموساد في طرابلس الفاشلة والتي كانت تستهدف اغتيال القيادي الفلسطيني سعيد السبع 

## فشل الموساد في ليلهامر
برغم ان جهاز الموساد حقق الكثير من العمليات الناجحة في عام 1973 الا انه إرتكب الكثير من الأخطاء أثناء حربه الامنية مع الفلسطينين، يقول رونين بيرغمان الخبير المقرب من الموسسة الامنية الإسرائيلية ان جهاز الموساد نفذ خلال أربعة عشر شهرا التي سبقت وتلت عملية فردان أكثر من خمسين عملية امنية ، استهدفت قادة العمل الوطنى الفلسطينى من اغتيال ومحاولة اغتيال وتصفية، ولم يعلن الا عن خمس وعشرون عملية، وهناك الكثير من الضحايا الذين قضوا في تلك العمليات ولم يعرف حتى الآن انهم كانوا ضحايا لعمليات الاغتيال من قبل فريق كيدون ، بالعودة إلى الاخفاقات التي وقع بها جهاز الموساد ، فان اكتشاف ابو باسل لعملية تصوير منزله دفعته لابلاغ الامن العام اللبناني وهذا يعتبر الإخفاق الأول، ثم تلاه محاولة اورلخ لوسبرخ خطف جول مسعد قنصل المانيا الغربية في مدينة طرابلس (لبنان) ومحاولة لوسبرخ الصاق التهمة بسعيد السبع انه وراء خطف القنصل أو قتله في محاولة من جهاز الموساد لافتعال مشاكل بين منظمة التحرير الفلسطينية والحكومة الألمانية خاصة ان هذه المحاولة جاءت بعد عملية ميونخ الشهيرة، ومن ثم اقدامه على تدبير عملية خطف نفسه بالتعاون مع ثلاثة لبنانيين وخطيبته جميلة معتوق، واصدار بيان باسم منظمة وهمية كان قد انشائها في طرابلس تحمل اسم منظمة ميونخ 72 تتبنى عملية خطفه وتطالب الحكومة الألمانية بدفع مبلغ 15 مليون ليرة لبنانية، في محاولة أخرى من جانبه لاتهام سعيد السبع انه وراء عملية خطفه بسبب موقف الحكومة الألمانية المتماهي مع الاسرائليين خلال تنفيذ عملية ميونخ ، فتم اعتقاله من قبل النقيب عصام أبو زكى، واعترف امامه انه كان مشاركا في عملية فردان وانه كان يراقب منزل سعيد السبع تمهيدا لاغتياله، جميع هذه الاخفاقات ودور بعض الجهات الامنية اللبنانية والاطراف الفلسطينية التي كانت على تعاون وتنسيق مع شبكة اورلخ لوسبرخ والذي كان يتلقي التمويل عبر جهات فلسطينية في لبنان وتحويلات بنكية من سويسرا والمانيا عبر بنك علي جمال في بيروت ، الجهات الفلسطينية المتورطة معه سهلت دخوله إلى مخيم البداوي في شمال لبنان لتدريب عناصر الكفاح المسلح الفلسطيني، كل هذا المعطيات والاعترافات ظهرت بعد اعتقال عصام أبو زكى له في سير الضنية فتم تكليف إبراهيم البطراوي مسوؤل الكفاح المسلح في شمال لبنان الاتصال مع عصام أبو زكى ومحاولة التوسط لديه للإفراج عن اورلخ واغلاق ملفه، بحجة انه مناضل اممى مناصر للقضية الفلسطينية، لكن النقيب أبو زكى ابلغ المسوؤل الفلسطيني ان ملف اورلخ أصبح في المحكمة العسكرية وانه اعترف بمشاركته في عملية فردان، ومراقبته لمنزل سعيد السبع تمهيدا لاغتياله، كما انه اعترف لدى المحكمة انه نقيب في الجيش الإسرائيلي واسمه الحقيقي حاييم روفيل
اعترافات اورلخ لوسبرخ أو حاييم رؤفئل كما ادعي وافتضاح دوره وشبكاته دفعت جهاز الموساد لتنفيذ عملية اغتيال أحمد بوشيقي بمدينة ليلهامر في بالنرويج يوم 21 يوليو 1973 أي بعد عشرة أيام من اعتقال حاييم روفيل في قرية حقل العزيمة بسير الضنية ، واعلنت إسرائيل من تل ابيب انها قتلت علي حسن سلامة مسوؤل القوة 17 لدوره في عملية ميونخ مع ان صلاح خلف اكد ان لا دور له في عملية ميونخ ابدا، إسرائيل التي اعلنت انها أخطأت الهدف بقتل بوشيقي الذي يشبه ابو حسن سلامه، كان هدفها التستر على دور اطراف عديدة انكشفت في طرابلس وفردان، فمن يدقق في صور الشخصيتين علي حسن سلامة وأحمد بوشيقي لا يجد ان هناك تشابه بين الاثنين، كما انه من المعروف عن جهاز الموساد انه يسكن بجانب الضحية قبل ستة أشهر على الاقل من تنفيذ جريمته، فيقوم برصد الضحية واخذ العديد من الصور له ولعائلته وزواره، كما انه يرسم مجسم لشقته، كما حدث في فردان حيث استاجر جهاز الموساد عدت شقق حول منزل القادة الثلاثة، وهذا ما حدث عند محاولة اغتيال سعيد السبع ، فقد استاجر الموساد عدد من الشقق حول منزله وفوق شقته، ولا يمكن ان يقوم جهاز محترف بحجم وكفاءة الموساد بتصفية شخص لمجرد تشابه كما يدعي، الشئ الآخر الملفت، هل من المعقول ان يسافر رئيس جهاز امنى فلسطينى إلى قرية ليلهامر النرويجية ليعمل في فندق ويتنكر بشخصية نادل مغربي ويقوم بتقديم القهوة والشاي للزبائن ؟ كارثة الموساد في ليلهامر لم تكن بسيطة، اعتقال ستة ضباط من جهاز الموساد في النرويج إضافة لاخفاقات الموساد في لبنان التي تكللت باعتقل حاييم رؤفيل في طرابلس، دفعت جولدا مائير لاصدار اوامرها بوقف العمليات الخارجية فورا، كما ان شبتاي شافيت قدم استقالته إلى مدير الموساد تسفي زامير، لم يتوقف الامر هنا بل ان مايك هراري  مدير وحدة كيدون قدم استقالته أيضا، يعتبر شهر تموز من عام 1973 شهر الكوارث لجهاز الموساد، الذي أصبح يدرس في مناهجه خطأ طرابلس الذي تسبب باعتقال سبعة ضباط من وحدة كيدون

## اغتيال علي حسن سلامة
أدين عملاء الموساد بالقتل وسُجنوا، ثم أطلق سراحهم لاحقًا وعادوا إلى إسرائيل سنة 1975، وفي 22 يناير 1979 تمكن عملاء الموساد من اغتيال علي حسن سلامة في بيروت بواسطة سيارة مفخخة، في عملية قُتل فيها إلى جانب سلامة أربعة من حراسه الشخصيين وأربعة من المارة وأصيب 18 آخرون.

## تعويض أسرة بوشيقي
رغم أن إسرائيل ظلت تنفي مسؤوليتها عن الجريمة، إلا أنه تبين لاحقًا أن الحكومة الإسرائيلية وافقت في فبراير 1996 على تعويض أسرة أحمد بوشيقي نظير القتل الخطأ بمبلغ يعادل 283 ألف دولار، قُسم بين أرملة بوشيقي وابنته، كما حصل ابن لبوشيقي من زواج سابق على مبلغ 118 ألف دولار.